# Polyscias vieillardii
Polyscias vieillardii är en araliaväxtart som först beskrevs av Henri Ernest Baillon, och fick sitt nu gällande namn av Porter Prescott Lowry och G.M.Plunkett. Polyscias vieillardii ingår i släktet Polyscias och familjen araliaväxter.

## Underarter
Arten delas in i följande underarter:
- P. v. balansae
- P. v. vieillardii